# Plesničar
Plesničar je priimek več znanih Slovencev:
- Anton Plesničar (1873—1918), duhovnik, pesnik
- Blanka Kores Plesničar, psihiatrinja
- Boštjan Plesničar (*1968), slikar, ilustrator ...
- Božo Plesničar (*1940), kemik, univ. profesor
- Helena Plesničar (*1941), pianistka
- Josip Plesničar (1842—1913), gozdar
- Ljudmila Plesničar Gec (1931—2008), arheologinja
- Milan Plesničar (1882-1969), divizijski general  Vojske Kraljevine Jugoslavije (ujeli so ga Nemci)
- Miroslav Plesničar (1872—1894), prevajalec
- Mojca Plesničar (Mihelj; Mojca M. Plesničar), pravnica, kriminologinja
- Pavel Plesničar (1880—1947), šolnik, bibliograf
- Rok Plesničar, arheolog
- Stojan Plesničar (1925—2019), zdravnik onkolog, radioterapevt, prof. MF
- Tea Plesničar, harfistka
- Vekoslav Plesničar (1874—1947), gospodarstvenik in narodni delavec
- Vela Tuma (r. Velebita Plesničar) (1912—2002), zdravnica